# 佩雷莫哈 (洛西尼夫卡市鎮)
佩雷莫哈（烏克蘭語：Перемога）是烏克蘭北部切爾尼戈夫州村落，由尼任區洛西尼夫卡市鎮負責管轄，始建於1929年，面積1.31平方公里，海拔高度130米，2001年人口450，人口密度每平方公里342.5人。